# Pablo Auger
Pablo Auger va ser un lutier establert a Barcelona des del 1852 fins a la seva mort el 1877. Tot i que en alguns tractats de luteria és considerat francès, l'arrel catalana del seu cognom i les diferents partides de naixement d'aquesta branca familiar trobades amb data anterior a 1800 són dades que avalarien l'origen català.
La seva producció té una certa semblança amb les obres del lutier Francisco España, per la qual cosa se suposa que podria haver fet el seu aprenentatge amb aquest, sota les directrius d'Etienne Maire Bretón.
Gairebé la totalitat dels seus violins tenen el fons d'una sola peça d'arç, cosa poc habitual en la construcció de l'època. Existeixen alguns instruments de vent amb la marca d'aquest constructor.